# WWE Roadblock
WWE Roadblock fue un evento de pago por visión producido por la empresa de lucha libre profesional WWE en el mes de diciembre. Roadblock fue incorporado a la programación de PPVs de la WWE para el mes de diciembre en 2016, como un evento exclusivo de la marca Raw. El primer evento se realizó en marzo de 2016 como un evento exclusivo del WWE Network, pero fue incorporado como un evento anual en el último mes del año debido a la extensión de marcas, siendo hasta ahora, el único evento de la WWE producido dos veces en el mismo año.

## Resultados

### 2016 (WWE Network)
WWE Roadblock (anteriormente titulado March to WrestleMania: Live from Toronto) fue un evento de lucha libre profesional producido por la WWE y transmitido en vivo por WWE Network. Tuvo lugar el 12 de marzo de 2016 desde el Ricoh Coliseum en Toronto, Ontario, Canadá. El tema musical oficial fue "Out of the Black" de Royal Blood.
- Dark match: Mark Henry derrotó Randy Sharp (3:35).
  - Henry cubrió a Sharp.
- Dark match: Goldust (con R-Truth) derrotó a Viktor (con Konnor) (6:44).
  - Goldust cubrió a Konnor.
- The New Day (Big E & Kofi Kingston) (con Xavier Woods) derrotaron a The League of Nations (Sheamus & King Barrett) y retuvieron el Campeonato en Parejas de la WWE (9:49).
  - Big E cubrió a Barrett después de un «Big Ending».
  - Durante la lucha, Woods interfirió a favor de The New Day.
- Chris Jericho derrotó a Jack Swagger (7:54).
  - Jericho forzó a Swagger a rendirse con un «Walls of Jericho».
- The Revival (Dash Wilder & Scott Dawson) derrotaron a Enzo Amore & Colin Cassady (con Carmella) y retuvieron el Campeonato en Parejas de NXT (10:17).[2]
  - Wilder cubrió a Amore después de un «Shatter Machine».
- Charlotte (con Ric Flair) derrotó a Natalya y retuvo el Campeonato de Divas (13:37).
  - Charlotte cubrió a Natalya con un «Roll-up».
  - Durante la lucha, Flair interfirió a favor de Charlotte.
  - Esta fue la última lucha en la cual el Campeonato de la Divas fue defendido.
- Brock Lesnar (con Paul Heyman) derrotó a The Wyatt Family (Bray Wyatt & Luke Harper) (4:03).
  - Lesnar cubrió a Harper después de un «F-5».
  - Originalmente, la lucha era entre Lesnar y Wyatt, pero Harper fue añadido convirtiéndose en un Handicap Match.
- Sami Zayn derrotó a Stardust (12:33).
  - Zayn cubrió a Stardust después de un «Helluva Kick».
- Triple H derrotó a Dean Ambrose y retuvo el Campeonato Mundial Peso Pesado de la WWE (25:12).
  - Triple H cubrió a Ambrose después de un «Pedigree».
  - Originalmente, Ambrose ganó la lucha, pero el árbitro invalidó su victoria ya que su pie estaba debajo de la cuerda.

### 2016
Roadblock: End of the Line tuvo lugar el 18 de diciembre de 2016 desde el PPG Paints Arena en Pittsburgh, Pensilvania. El tema oficial del evento fue "A Different Kind of Dynamite" de Thousand Foot Krutch.
- Kick-Off: Rusev (con Lana) derrotó a Big Cass (con Enzo Amore) por cuenta fuera (4:30).[4]
  - Rusev ganó la lucha después que Cass no volviera al ring antes de la cuenta de diez.
  - Durante la lucha, Lana interfirió a favor de Rusev.
- Cesaro & Sheamus derrotaron a The New Day (Big E & Kofi Kingston) (con Xavier Woods) y ganaron el Campeonato en Parejas de Raw (10:02).[5]
  - Sheamus cubrió a Kingston con un «Small Package».
  - Después de la lucha, The New Day le entregaron los títulos a Cesaro & Sheamus y se abrazaron en señal de respeto.
  - Durante la lucha, Woods interfirió a favor de The New Day.
- Sami Zayn derrotó a Braun Strowman en un 10-Minute Time Limit (10:00).[6]
  - Zayn ganó después de haber durado más de 10 minutos en la lucha.
  - Durante la lucha, Mick Foley interfirió para tirar la toalla, pero Zayn lo impidió.
- Seth Rollins derrotó a Chris Jericho (17:06).[7]
  - Rollins cubrió a Jericho después de un «Pedigree».
  - Durante la lucha, Kevin Owens interfirió a favor de Jericho.
- Rich Swann derrotó a The Brian Kendrick y T.J. Perkins y retuvo el Campeonato Peso Crucero de la WWE (6:00).[8]
  - Swann cubrió a Perkins después de un «Spin Kick».
  - Después de la lucha, Neville hizo su regreso atacando a Swann y Perkins, cambiando a heel.
- Charlotte Flair derrotó a Sasha Banks por muerte súbita en un 30-Minute Iron Man Match y ganó el Campeonato Femenino de Raw (34:45).[9]
  - Charlotte ganó por 3-2.
  - Charlotte cubrió a Banks después de un «Natural Selection» desde la tercera cuerda (1-0) (7:22).
  - Banks cubrió a Charlotte con un «Roll-up» (1-1) (8:13).
  - Banks forzó a Charlotte a rendirse con un «Bank Statement» (1-2) (21:25).
  - Charlotte forzó a Banks a rendirse con un «Figure-Eight Leglock» (2-2) (29:58).
  - Charlotte forzó a Banks a rendirse con un «Figure-Eight Leglock» (3-2) (34:45).
  - Después de la lucha, Banks fue ayudada por el personal médico.
- Kevin Owens derrotó a Roman Reigns por descalificación y retuvo el Campeonato Universal de la WWE (23:26).[10]
  - Reigns fue descalificado después que Jericho le aplicara un «Codebreaker» a Owens.
  - Después de la lucha, Reigns y Seth Rollins atacaron a Owens y Jericho.
  - El Campeonato de los Estados Unidos de Reigns no estuvo en juego.